# Serse Coppi
Serse Coppi (Castellania, 19 de març de 1923 - Torí, 29 de juny de 1951) va ser un ciclista italià que fou professional entre 1941 i 1951. Era germà de Fausto Coppi. Durant la seva carrera professional aconseguí 5 victòries, entre les quals destaca la París-Roubaix de 1949.

## La París-Roubaix de 1949
El resultat de la París-Roubaix de 1949 fou molt polèmic i no es va saber definitivament fins quan ja passaven uns quants mesos de la disputa de la cursa, després de dues conferències internacionals.
André Mahé, que formava part d'una escapada, fou el primer a entrar a meta, però ho va fer per un lloc equivocat de resultes de les males indicacions dels comissaris. Quan ja se li havien fet tots els honors de campió arribà el gran grup, encapçalat per Serse Coppi. Un cop assabentats de la irregularitat comesa per Mahé els germans Coppi protestaren i els jutges canviaren la decisió, anomenant Serge Coppi com a guanyador final.
Amb tot, cinc dies més tard la Federació Francesa de Ciclisme confirmà a Mahé com a just vencedor. La Federació Italiana protestà i entrà en joc l'UCI, la qual decidí, l'agost de 1949, declarar nul·la la cursa i, per tant, sense cap vencedor. Tanmateix s'acceptà revisar el cas en una nova conferència internacional el novembre d'aquell mateix any. Finalment s'arribà a l'acord de declarar els dos ciclistes, André Mahé i Serse Coppi vencedors de la París-Roubaix de 1949.

## La seva mort
El 29 de juny de 1951 va morir de resultes d'una caiguda quan faltava poc menys d'un quilòmetre pel final del Giro del Piemont. En un primer moment s'aixecà i acabà l'etapa, però poc després moria de resultes d'una hemorràgia cerebral. La seva mort afectà profundament el seu germà, Fausto, el qual farà una temporada discreta.

## Palmarès
- 1945
  - 1r a la Milà-Varzi
  - 1r a la Coppa Andrea Boero
- 1949
  - 1r a la París-Roubaix
- 1950
  - 1r a Hasselt
  - Vencedor d'una etapa de la Roma-Nàpols-Roma